# アレムダール・カラマーノフ
アレムダール・カラマーノフ（Алемдар Сабитович Караманов, Alemdar Sabitovich Karamanov, 1934年9月10日 -  2007年5月3日 ）はソヴィエト＝ロシアの作曲家。

## 経歴
ロシア・ソビエト社会主義共和国クリミヤ州の首都シンフェローポリ生まれ。5歳の時から作曲を始め、9歳の時にオペラも作曲した。1954年にモスクワ音楽院に入学し、ボガトゥイリョーフとナタンソンに師事。その後、フレンニコフとカバレフスキーに学んだ。

## 作曲作品について
ソ連当局から禁じられているキリスト教を主題に音楽を書き続けたことでソ連当局と対立し、カラマーノフの音楽は上演禁止となっていた。親友であり同僚でもあったシュニトケは「彼は素晴らしく才能に恵まれていて、ソ連国内のどこかで生活しているが、実際には無名だ。彼は単なる才人ではなく、天才だ。」とカラマーノフについて語った。ショスタコーヴィチはカラマーノフを「現代で最も独創的でユニークな作曲家のひとり」と評した。
長い間無名だったカラマーノフが西側で初めて知られるようになったのは、1991年にテープがイギリスに持ち込まれた時だった。演奏に2時間以上かかる交響曲やカンタータも多数あるが、その全貌はほとんど明らかになっていない。

## 作品
- 24曲の交響曲
  - 交響曲 第1番 (1954年)
  - 交響曲 第2番 (1955年)
  - 交響曲 第3番 (1956年)
  - 交響曲 第4番 "Mai" (1956年)
  - 交響曲 第5番 「レーニン」 (1957年)
  - 交響曲 第6番 「シンフォニエッタ」 (1957年)
  - 交響曲 第7番 (1958年)
  - 交響曲 第8番 "Traditional" (1960年)
  - 交響曲 第9番 "Release" (1963年)
  - 交響曲 第10番 "Youth of the World" (1963年)
  - 交響曲 第11番 (1965年)
  - 交響曲 第12番 (1965年)
  - 交響曲 第13番 (1965年)
  - 交響曲 第14番 (1965年)
  - 交響曲 第15番 (1974年)
  - 交響曲 第16番 (1974年)
  - 交響曲 第17番 「アメリカ」 (1975年)
  - 交響曲 第18番 「我らを愛して下さる主へ」 (1976年)
  - 交響曲 第19番 「子羊の血」 (1977年)
  - 交響曲 第20番 「死せる人々は幸いである」 (1978年)
  - 交響曲 第21番 「大いなる都」 (1979年)
  - 交響曲 第22番 「あるがままであれ」 (1980年)
  - 交響曲 第23番 「私はイエス」 (1980年)
  - 交響曲 第24番 (1983年)
- ピアノ協奏曲第1番（1958年）
- ピアノ協奏曲第2番（1961年）
- ピアノ協奏曲第3番「アヴェ・マリア」（1968年）[1]
- 弦楽四重奏曲第1番 (1953年)
- 弦楽四重奏曲第2番 (1962年)
- 弦楽四重奏曲第3番 (1963年)